# Алимпиев, Владимир Павлович
Владимир Павлович Алимпиев (1930—2004) — строитель, Герой Социалистического Труда (1984).

## Биография
Владимир Алимпиев родился 26 октября 1930 года в деревне Райки (ныне — Комсомольский район Ивановской области). В 1946 году он окончил шесть классов школы, в 1948 году — ремесленное училище, после чего работал слесарем на участке треста «Центрэнергомонтаж» в Иванове, затем в Куйбышеве (ныне — Самара). В 1950—1954 годах проходил службу в Военно-морском флоте СССР, был демобилизован в звании старшины 2-й статьи.

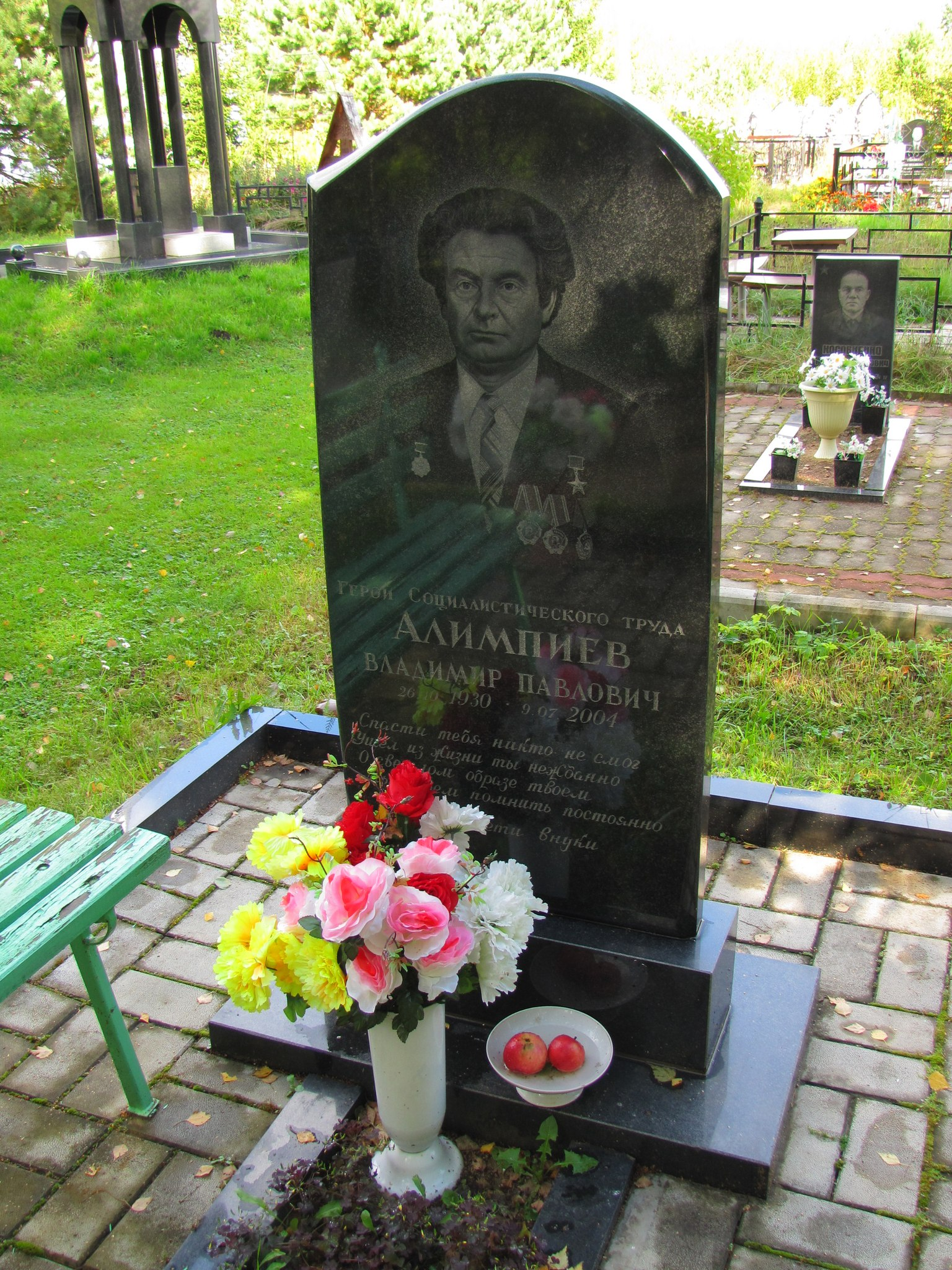
Могила Алимпиева в Десногорске.

Вернулся к работе в «Центроэнергомонтаже», занимался монтажом энергооборудования на тепловых и атомных электростанциях. Будучи бригадиром слесарей, Алимпиев участвовал в стройках важных объектов энергетической промышленности в Пензе, Воронеже, Липецке, Курске, Ефремове, Дорогобуже, Новолукомле. В течение двух лет находился в командировке в Финляндии на строительстве атомной электростанции «Ловииса». С 1982 года проживал в городе Десногорске Смоленской области, работал бригадиром слесарей-монтажником Смоленского монтажного управления треста «Центроэнергомонтаж».
Указом Президиума Верховного Совета СССР от 30 мая 1984 года за «большой трудовой вклад в строительство Смоленской атомной электростанции и других важнейших энергетических объектов страны, внедрение в производство прогрессивных методов труда и высокое качество строительно-монтажных работ» Владимир Алимпиев был удостоен высокого звания Героя Социалистического Труда с вручением ордена Ленина и медали «Серп и Молот».
Умер 9 июля 2004 года, похоронен в Десногорске.